# 허수경 (시인)
허수경(許秀卿, 1964년 ~ 2018년 10월 3일)은 대한민국의 시인이다. 경상남도 진주에서 태어나 경상대학교 국어국문학과를 졸업했다. 1992년 독일로 가 현재 뮌스터대학 고대 동방문헌학 박사과정을 밟았다. 2018년 10월 3일 위암으로 인하여 타계하였다.

## 약력
1987년 《실천문학》에 〈땡볕〉외 4편의 시를 발표하면서 등단했다. '21세기 전망' 동인이다. 2001년 제14회〈동서문학상〉을 수상했다.

## 저서

### 시집
- 《슬픔만한 거름이 어디 있으랴》 (실천문학, 1988)
- 《혼자 가는 먼 집》 (문학과지성사, 1992)
- 《내 영혼은 오래되었으나》 (창작과비평사, 2001)
- 《청동의 시간 감자의 시간》 (문학과지성사, 2005)
- 《빌어먹을, 차가운 심장》 (문학동네, 2011)
- 《누구도 기억하지 않는 역에서》 (문학과지성사, 2016)

#### 시인의 말
- 《슬픔만한 거름이 어디 있으랴》
뼈를 세우고 살점을 키워준 고향 진주와 어머니 아버지에게 이 시집을 바친다.
- 《혼자 가는 먼 집》
사랑은 나를 회전시킬까, 나는 사랑을 회전시킬 수 있을까, 회전은 무엇인가, 사랑인가.
나는 이제 떨쳐 떠나려 한다.
- 《내 영혼은 오래되었으나》
몸의 눈을 닫고 마음의 눈으로 나는 다양한 세계를 들여다보고 싶었다. 낯선 종교와 정치와 사람들 사이에 섞여 살면서 나라는 한사람이 자연인으로 살아가는 방법을 배우고 싶었다. 한국인이라는 나와 나라는 나, 그 사이에 섬처럼 떠돌아다니던 시간들.
그러나 시를 쓰는 나는 한국어라는 바다에서만 머물고 있었다.
- 《청동의 시간 감자의 시간》
전쟁을 직접 겪지 않은 한 인간이 쓰는 反전쟁에 대한
노래,
이 아이러니를 그냥 난,
우리 시대의 한 표정으로 고정시키고 싶었을 뿐.
- 《빌어먹을, 차가운 심장》
심장은 뛰는 것만으로도 인간의 가장 뜨거운 성기가 된다. 그곳에서 가장 아픈 아이들이 태어난다. 그런데 그 심장이 차가워질 때 아이들은 어디로 가서 태어날 별을 찾을까.
아직은 뛰고 있는 차가운 심장을 위하여 아주 오래된 노래를 불러주고 싶었다.

- 《누구도 기억하지 않는 역에서》
영원히 역에 서 있을 것 같은 나날이었다
그러나 언제나 기차는 왔고 나는 떠났다
다음 역을 향하여

### 기타
- 장편소설 《모래도시》 (문학동네, 1996)
- 산문집 《길모퉁이의 중국식당》 (문학동네, 2003)
- 산문집 《모래도시를 찾아서》 (현대문학, 2005)
- 동화 《마루호리의 비밀》 (파랑새어린이, 2008)
- 장편소설 《아틀란티스야, 잘 가》 (문학동네, 2011)
- 장편소설 《박하》 (문학동네, 2011)
- 산문집 《그대는 할말을 어디에 두고 왔는가》 (난다, 2018)
- 장편소설 《모래도시》 (난다, 2018, 개정판)
- 산문집 《나는 발굴지에 있었다》 (난다, 2018)
- 산문집 《가기 전에 쓰는 글들》 (난다, 2019)
- 산문집 《오늘의 착각》 (난다, 2020)
- 산문집 《사랑을 나는 너에게서 배웠는데》 (난다, 2020)
- 장편동화 《가로미와 늘메 이야기》 (난다, 2021)